# Municipio de Leidy
El municipio de Leidy (en inglés: Leidy Township) es un municipio ubicado en el condado de Clinton en el estado estadounidense de Pensilvania. En el año 2000 tenía una población de 229 habitantes y una densidad poblacional de 0.9 personas por km².

## Geografía
El municipio de Leidy se encuentra ubicado en las coordenadas 41°25′28″N 77°51′32″O / 41.42444, -77.85889.

## Demografía
Según la Oficina del Censo en 2000 los ingresos medios por hogar en la localidad eran de $33,125 y los ingresos medios por familia eran de $37,000. Los hombres tenían unos ingresos medios de $40,313 frente a los $16,875 para las mujeres. La renta per cápita de la localidad era de $28,279. Alrededor del 8,4% de la población estaba por debajo del umbral de pobreza.